# 航向
航向是指船或航空器航行或飛行時的方向，也是在船或航空器行駛時所處的罗盘方位，  船或航空器与风向之间所成的角度也可以視為航向。